# Bagarre pour une blonde
Pour plus de détails, voir Fiche technique et Distribution.
Bagarre pour une blonde (Scudda Hoo! Scudda Hay!) est un film musical américain en Technicolor réalisé par F. Hugh Herbert, sorti en 1948.
Il retrace le début de la carrière de Joseph E. Howard (1870-1961), l'auteur de la chanson populaire portant le même titre original que le film. 

## Synopsis
À la fin du XIXe siècle, le jeune paysan Snug rachète à son patron deux mulets que personne ne semble pouvoir maîtriser. La fille dudit patron, Rad, et lui, s'engagent dans une romance. Snug va devoir dompter tout ce petit monde...

## Fiche technique
- Titre français : Bagarre pour une blonde
- Titre original : Scudda Hoo ! Scudda Hay !
- Réalisation : F. Hugh Herbert
- Scénario : F. Hugh Herbert, d'après un roman de George Agnew Chamberlain
- Image : Ernest Palmer
- Musique : Cyril Mockridge
- Son : Eugene Grossman, Roger Heman
- Montage : Harmon Jones
- Costumes : Bonnie Cashin
- Production : 20th Century Fox
- Pays de production : États-Unis
- Langue originale : anglais
- Format : couleur (Technicolor) – 35 mm – 1,37:1 – mono (Western Electric Recording)
- Genre : comédie dramatique, romance
- Durée : 95 min
- Date de sortie :
  - États-Unis : 14 avril 1948

## Distribution
- June Haver : Rad McGille
- Lon McCallister : Snug Dominy
- Walter Brennan : Tony Maule
- Anne Revere : Judith Dominy
- Natalie Wood : Bean McGill
- Robert Karnes : Stretch Dominy
- Henry Hull : Milt Dominy
- Tom Tully : Robert « Roarer » McGill

Acteurs non crédités :
- Edward Gargan : Ted
- Marilyn Monroe : Betty
- Tom Moore : Juge Stillwell
- Colleen Townsend : une fille sortant de la messe
- Charles Wagenheim : Joe, le barbier

## Autour du film

### Le titre
- Scudda Hoo ! Scudda Hay ! est le cri de ralliement du muletier à ses mulets.
- Autre titre connu de ce film, pour le Royaume-Uni : Summer Lightning.

### Natalie Wood
Natalie Wood, née le 20 juillet 1938, jouait ici dans ce qui était déjà son septième film.

### Marilyn Monroe
Marilyn Monroe n'est pas mentionnée au générique mais Scudda Hoo ! Scudda Hay !  doit être en fait considéré comme le tout premier film dans lequel elle ait tourné, même s'il est sorti après Dangerous Years (qui sort sur les écrans le 7 décembre 1947). 
Marilyn y joue une paysanne qui lance un « Hello ! » coupé au montage. Ensuite, descendant les marches d'un parvis d'église, elle adresse un « Hi Rad ! » à l'actrice June Haver. Dans une autre scène, on peut apercevoir Marilyn dans un canoë sur le lac, mais filmé de loin.

## Source
- Bagarre pour une blonde et l'affiche française du film, sur EncycloCiné